# Chart węgierski
Chart węgierski (węg. magyar agár) – rasa psa zaliczana do grupy chartów, wyhodowana na Węgrzech, użytkowana początkowo do polowań i jako pies stróżujący, obecnie jako pies-towarzysz oraz w wyścigach na długich dystansach.

## Klasyfikacja FCI
W klasyfikacji FCI rasa ta została zaliczona do grupy X – charty, sekcja chartów krótkowłosych. Nie podlega próbom pracy.

## Rys historyczny
Wielu kynologów jest zdania, że chart węgierski przybył razem z Madziarami do Kotliny Panońskiej z Uralu pod koniec IX wieku. Jednak już tam koczowały ludy celtyckie, które posiadały własną tradycję polowania z chartami. Stąd wiadomo, że chart węgierski krzyżował się z chartami Celtów i innych ludów. Na ukształtowanie się rasy istotny wpływ miały w XVI i XVII wieku także psy z Azji Mniejszej, gdyż Węgry znajdowały się wówczas pod panowaniem Turcji.
Trzymała je głównie szlachta, do polowań na sarny, jelenie, a nawet i wilki.
U chłopstwa były trzymane w celach kłusowniczych. Psy z tego okresu były mniejsze i bardziej krępe. Wraz z rozwojem osadnictwa, charty były coraz mniej przydatne do polowań, a co za tym idzie, spadła ich liczba. Zaczęto także krzyżować je z greyhoundami, otrzymując psy wytrzymalsze, ale za to wolniejsze na torach wyścigowych. Przyczyniło to się do zaniku dawnego typu rasy.

## Wygląd

### Budowa
Chart ten jest mniejszy i masywniejszy od greyhounda, posiada szerszą głowę i grubsze uszy. Jest podobny do charta polskiego.

### Szata i umaszczenie
Ma gęstą sierść, która w zimie tworzy podszerstek. Umaszczenie dopuszczalne różnorodne, także jednobarwne.

## Użytkowość
Pies polujący na zwierzynę leśną, wykorzystywano je także jako psy stróżujące, ponieważ jako jedyne z chartów wykazują znaczną czujność.

## Temperament
Chart węgierski jest spokojnym, wiernym psem rodzinnym, czujnym i gotowym do obrony. Wychowany z wyrozumiałością, jest posłuszny.

## Utrzymanie
Brak tej rasie rączości, aby być wyścigową, niemniej jednak pies ten wymaga dużej dawki codziennego ruchu.

## Popularność w Polsce
Rasa rzadko spotykana poza Węgrami i Rumunią. W Polsce jest mało popularna.